# 平和通車站

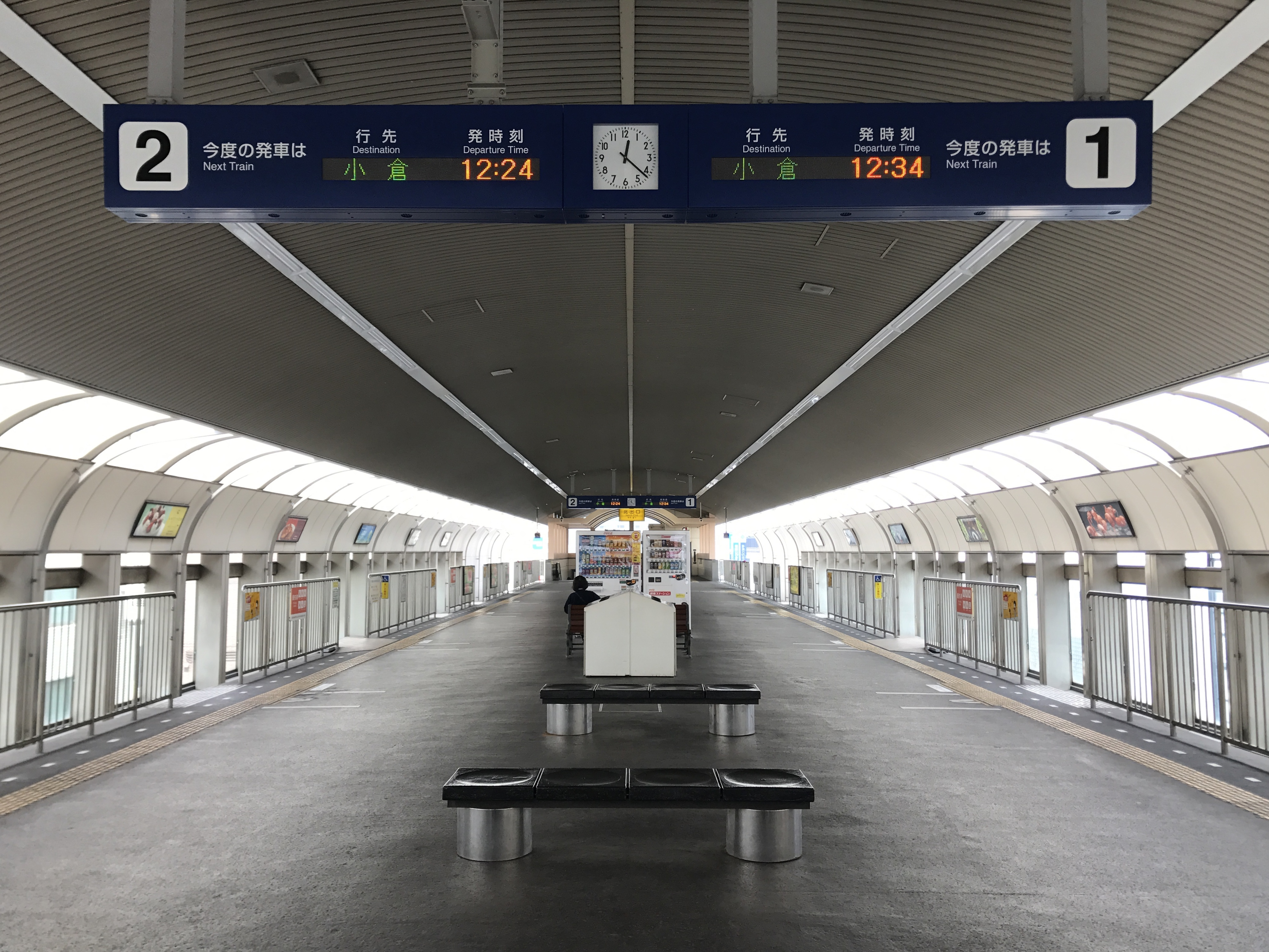
月台

平和通站（日语：／ Heiwadōri eki */?），是一個位於福岡縣北九州市小倉北區堺町一丁目，北九州高速鐵道的鐵路車站。副站名為魚町商店街前，車站編號為02。

## 歷史
- 1985年（昭和60年）1月9日 - 本站做為初代的小倉站開業。
- 1998年（平成10年）4月1日 - 路線延伸至JR小倉站，本站改稱為平和通站。
- 2015年（平成27年）10月1日 - 可使用「mono SUGOCA」搭車[1]。

## 車站構造
島式月台1面2線的高架車站。
小倉站 - 平和通站間為單線並列。
| 月台 | 路線    | 目的地                              |
| ---- | ------- | ----------------------------------- |
| 1・2 | ■小倉線 | （上行）往 小倉                     |
| 1・2 | ■小倉線 | （下行）往 旦過、北方、志井、企救丘 |

## 使用狀況
2019年度的1日平均上下車人次為6,665人。

## 車站周邊
- 魚町銀天街
- 旦過市場
- 松本清張紀念館
- CHaCHa TOWN 小倉
- 砂津巴士總站
- 北九州市役所
- 小倉城
- RIVERWALK 北九州
  - 北九州藝術劇場
  - 北九州市立美術館分館
- 小倉井筒屋
- 日本銀行北九州分行
- 三井住友銀行北九州分行
- 三井住友信託銀行北九州分行
- 北九州銀行總行
- 十八銀行北九州分行
- 大分銀行小倉分行
- 肥後銀行北九州分行
- 親和銀行小倉分行
- 西京銀行小倉分行
- 佐賀銀行小倉分行
- 福岡ひびき信用金庫小倉分行
- 西日本新聞社北九州本社
- 毎日新聞西部本社
- 近畿日本Tourist 九州 北九州營業所
- NAFCO本社
- 英進館小倉本館
- 北九州市立小倉中央小學校
- 森鷗外舊居
- 北九州市水環境館

## 鄰近車站
北九州高速鐵道
■小倉線
小倉（01） - 平和通（02） - 旦過（03）

## 外部連結
- 平和通駅（モノレール） （页面存档备份，存于）（路線情報）